# Kraljica Kristina (film 1933)
Ta članek govori o Mamoulianovem ameriškem filmu iz leta 1933.
Za lik glej Kristina Švedska.
V filmu iz leta 1933 Kraljica Kristina (Queen Christina), v katerem je igrala kraljico Kristino kot glavno vlogo svetovno znana švedska igralka Greta Garbo, nastopa tudi veleposlanik Pimentel; v filmu ga kličejo običajno Antonio ali preprosto Španski veleposlanik; njegovo vlogo je komaj-komaj sprejel na vztrajno in izrecno Gretino željo John Gilbert, ki je bil njen nekdanji resnični ljubimec. 

## Zasedba
| Igralec/-ka            | Vloga                 |
| ---------------------- | --------------------- |
| Greta Garbo            | kraljica Kristina     |
| John Gilbert           | Antonio               |
| Ian Keith              | Magnus Gabriel        |
| Lewis Stone            | Axel Oxenstierna      |
| Elizabeth Young        | Grofica Ebba Sparre   |
| Reginald Owen          | kralj Karel X. Gustav |
| Georges Renavent       | Chanut                |
| David Torrence         | stockholmski nadškof  |
| Gustav von Seyffertitz | general               |
| Ferdinand Munier       | gostilničar           |
| Muriel Evans           | krčmarica             |
| Hooper Atchley         | Antonijev tovariš     |

## Filmska zgodba
V filmu kraljica, oblečena kot moški, incognito jaha na konju po zimskem podeželju in naleti na Antona in njegovo malo spremstvo; v filmu je prikazan samski, brez žene in otrok, ki so ga v resnici zgodovinsko spremljali v Stockholm. Voznik je namreč zapeljal v globoko zasnežen jarek ob cesti. Smatrajoč jo za mladeniča, ji ponudijo en talir, da bi jim našla rešitev; seveda je to njej bilo igrača. Kraljična jaha naprej ter si privošči najboljši prostor v gostilni, ki mu jo je priporočila. Ko pozneje pride Antonio, vztraja pri najboljši sobi zase. Na koncu se vendarle sporazumeta za skupno posteljo, saj se ona še zmeraj izdaja za moškega. 
Sčasoma Kristina odkrije svojo skrivnost: da ima namreč moški videz, a da je vendarle ženska, in Antonio postane njen prvi resnični ljubček. Kristina pa mu zamolči dejstvo, da je pravzaprav kraljica; vendar mu zagotavi, da jo bo kmalu videl v prestolnici. 
Ko Pimentel nato res prispe na švedski dvor kot španski odposlanec, ne more priti k sebi od presenečenja, ko vidi Kristino kot kraljico. Njuna ljubezen pa se vseeno nadaljuje - tokrat bolj zasebno. Kristina mu je hvaležna, ker ji je pokazal, da je ljubezen med moškim in žensko možna in da more biti tudi lepa in resnična: in tako delata skupne načrte za prihodnost. 

### Ocena filma in primerjava z zgodovinsko resničnostjo
Čeprav je ta film kot umetniška stvaritev mojstrovina, vendar pravzaprav ne kaže resnične zgodovinske kraljice, kot je bila Kristina. Ona je bila pokroviteljica znanosti, šolstva in umetnosti; ne dotakne se niti njenih dvomov glede luteranstva, kakor tudi ne njene želje in volje, da sprejme katoliško vero. V filmu je namreč glavna ovira za njuno poroko prav ta, da je Pimentel katoliške vere, medtem ko je ona protestantovske. 
Film še prikaže Kristinino odpoved prestolu 1654; kmalu nato pa Antonio pade v mečevalskem dvoboju, ter ji umrje v naročju. Poleg tega Kristina ni bila telesno lepa ženska kot je bila oboževana Greta; prej je bila odločna možinja, včasih brez usmiljenja, ki je za ženske na splošno dokaj značilno (npr. umor Mondaleschija). Malo je bila tudi grbasta zaradi padca, ki ga je (ne)namerno povzročila njena dojilja in te hibe takratni zdravniki niso znali popraviti. Lahko rečemo, da je zgodovinski le okvir, medtem ko je zgodba izmišljena, njena telesna lepota pa sploh. 
V resnici ni podatkov, da bi Kristina sploh do kakega moškega gojila posebno telesno ljubezen, saj je bilo to zanjo kot zguba časa in danes menijo, da je kljub žarkim izrazom ljubezni do nekaterih žensk telesno ohranila devištvo do konca življenja. Tudi za odnos do njenega nečaka menijo, da je šlo samo za časovno omejeno zaljubljenot. Prosila je večkrat Boga, da bi ji spremenil tak značaj, pa ni bila uslišana. Nadalje - celo za odnos do njenega zavetnika, kardinala Azzolina, smatrajo zgodovinarji, da ni bilo telesne zveze, saj je bila prepričana, da se kaj takega ne spodobi; znano je tudi, da ji kardinal naklonjenisti ni vračal.
Poleg tega pravi zgodovina, da je bil plemič poročen in da je s seboj pripeljal tudi ženo in otroke. Poleg tega Pimentel ni umrl na Švedskem, kaj šele v dvoboju; v resnici ga je osvojila in ji zbudila zaupanje njegova viteška plemenitost in je Antonio Pimentel živel še dvajset - po nekaterih virih celo trideset let po Kristinini odpovedi prestolu. Bil je še naprej v službi španskega kralja - toda ne več na Švedskem, ampak v Franciji in na Španskem Nizozemskem. On je bil pravzaprav tista skrivnostna zveza, po kateri je kraljica bolje spoznala katoliško vero, o kateri sta lahko mirno razpravljala v njim popolnoma tujem jeziku, a da so mislili, da govorita o državniških zadevah; obenem je posredoval, da so prišli na dvor v deželo, ki je bila do katolištva sovražno razpoložena, na njeno željo tuji učeni laški popotniki - ki so pa bili pravzaprav jezuiti - in so jo prav oni dokončno pridobili za prestop v katoliško Cerkev. 

### Kristinina protivojna miroljubnost
Največja - in za tiste čase pri vladarjih dokaj redka - pa je bila Kristinina miroljubnost, bolje rečeno - nasprotovanje vojskovanju in z njim povezanim nasilju.
Kraljica Kristina je bila v resnici miroljubna. Po njeni zaslugi je prišlo do miru, ki ga drugi niso marali. Na svojo roko je dosegla mir - po 30 letih vojskovanja. Ta film je protivojni z izrazito črto miroljubnosti in prikazovanja, kako je vojna odvratna in nečloveška. Če je romantična zgodba filma izmišljena, pa je Kristinina miroljubnost resnična in celo pereča.
| Angleško besedilo | Slovenski prevod |
| --- | --- |
| Christina: Spoils. Glory. Flags and trumpets. What is behind these high sounding words ? Death and destruction. Triumphals of crippled men. Sweden victorious in a ravaged Europe. An island in a dead sea. I tell you, I want no more of it! I want for my people, security and happiness. I want to cultivate the arts of peace. The arts of life! I want peace and peace I will have! | Kristina: Plen. Slava. Zastave in trobente. Kaj stoji za temi zvenečimi besedami? Smrt in uničenje. Zmagoslavje pohabljenih moških. Zmagovita Švedska v opustošeni Evropi. Otok v mrtvem morju. Povem vam, tega nočem več! Za svoje ljudi želim varnost in srečo. Želim gojiti umetnosti v miru. Umetnosti življenja! Želim si miru in mir bom imela! |

Film dobro prikaže Kristinino miroljubnost. Vojna ji je pomenila zlo, ki ga je treba končati, da se človek lahko posveti pomembnejšim rečem, ki jih more uresničevati le v miru: umetnosti, vedi, vsesplošnemu napredku – pa tudi verski poglobitvi. 
Film dobi na teži, če pomislimo, da so ga igrali prav v letu Hitlerjeve osvojitve oblasti in s tem začetka vojnega hujskaštva, ki je kmalu dobilo svoj vrhunec v Drugi svetovni vojni. Kristina pa je bila najbolj zaslužna za konec strašne Tridesetletne vojne in za sklenitev Vestfalskega miru 1648, čeprav so protestanti želeli vojno še nadaljevati.
| Angleško besedilo | Slovenski prevod |
| --- | --- |
| Christina: There are other things to live for than wars! I've had enough of them. We have been fighting since I was in the cradle and many years before. It is enough. I shall ask the powers to meet for a speedy and honorable *peace*. There must be an end! | Kristina: Obstajajo druge reči, za katere se bolj splača živeti kot za vojne! Dovolj jih imam. Borimo se, od kar sem bila v zibelki in že mnogo let prej. Dovolj je. Zahtevala bom od vojskujočih se strani, da se sestanejo in sklenejo hiter in časten mir. Vojske mora biti konec! |

## Ocena
Nekateri menijo – tako je prikazan tudi v tem filmu Kraljica Kristina  – da sta bila s kraljico ljubimca, namreč Kristina in Pimentel. Danes pa zgodovinarji na splošno zagovarjajo mnenje, da je po sredi bila le naklonjenost zaradi koristi - ne pa zaljubljenost v pravem smislu ali celo spolnost: Kristina je namreč vse življenje ohranila devištvo; saj je iskala njegovo prijateljstvo (in podobno tudi druga, pri moških in ženskah) le zato, ker je veleposlanik postal dobrodošel posrednik pri iskanju podpore španskega kralja za njen prestop v Katoliško Cerkev, kakor tudi pri iskanju stika s katoliškimi duhovniki. 